# 농업정책보험금융원
농업정책보험금융원(農業政策保險金融院, Agriculture Policy Insurance & Finance Service)은 농림수산정책자금을 효율적으로 관리·운용함으로써 농림수산업의 발전에 기여하고자 설립된 농어업 금융 전문기관이다. 2004년 5월 19일 대한민국 농림축산식품부 소관의 재단법인으로 설립허가되었다. 서울특별시 영등포구 여의공원101. CCMM빌(1~3층)에 위치하고 있다.

## 연혁
- 2004년 5월 19일 농업정책자금관리단 설립 등기
- 2004년 7월 5일 농어촌구조개선특별회계융자금 관리업무 수탁
- 2005년 4월 11일 농특회계융자금 검사 및 사후관리 업무 개시
- 2005년 6월 4일 농작물재해재보험기금 관리업무 수탁
- 2008년 1월 1일 농림사업정책자금 이차보전사업에 대한 검사 및 사후관리지도 업무 수탁
- 2008년 6월 25일 양식수산물재해재보험기금 관리업무 수탁
- 2009년 3월 24일 수산사업정책자금 이차보전사업에 대한 검사 및 사후관리지도 업무 수탁
- 2009년 12월 28일 농어업재해재보험기금 관리업무 수탁
- 2010년 4월 1일 농림수산정책자금 대손보전에 대한 검사 및 사후관리지도 업무수탁
- 2010년 6월 24일 농림수산식품투자모태조합 투자관리전문기관 지정
- 2013년 1월 31일 기타공공기관 지정
- 2014년 9월 30일 '농업정책보험금융원'으로 기관명칭 변경
- 2015년 1월 21일 농업재해보험사업 관리업무 수탁
- 2016년 2월 1일 농업인안전재해보험사업 관리업무 수탁
- 2018년 1월 1일 농업재해보험통계 생산·관리업무 수탁
- 2021년 7월 1일 양식수산물재해보험사업 관리업무 및 양식수산물재해보험통계 생산·관리업무 수탁

## 조직

### 이사회

#### 농업정책보험금융원
- 감사
- 검사역
- 경영기획실
- 정책자금관리실
- 정책보험본부
  - 보험기획부
  - 보험1부
  - 보험2부
  - 수산보험부
  - 기금관리부
- 투자운용본부
  - 투자기획부
  - 투자심사부
  - 투자지원부
- 리스크관리부

## 관련 법률
- 농업·농촌 및 식품산업 기본법
- 농어촌구조개선 특별회계법
- 농어업재해보험법
- 농어업인의 안전보험 및 안전재해예방에 관한 법률
- 농림수산식품투자조합 결성 및 운용에 관한 법률
- 농림식품과학기술 육성법
- 농어촌특별세법

## 같이 보기
- 농업협동조합중앙회
- 수산업협동조합중앙회
- 산림조합중앙회